# Cautela sociniana
La cautela sociniana o cautela de Socini és una disposició testamentària per mitjà de la qual la persona testadora grava una atribució en concepte de llegítima que té un valor superior al que correspon a la persona legitimària, de tal manera que aquesta ha d'optar entre acceptar-la així o reclamar només la llegítima estricta.

## Origen
La institució de la cautela sociniana deu el nom al jurisconsult florentí del segle XVI Mariano Socini, el jove, que va defensar i va exposar la seva validesa en un dictamen, l'any 1550. Aquest dictamen està recollit a l'obra de Socini Consiliorum sive malis Responsorum, i té com a punt de partida el testament atorgat per Nicola Antoneri, noble florentí que va instituir hereus dos dels seus fills i, al tercer, li deixà un llegat superior a la llegítima, però imposant a aquesta atribució un gravamen, sota la hipòtesi que, de rebutjar-lo el legitimari (el tercer fill), la seva participació quedaria restringida a la seva legítima estricta.
La referida cautela, per tant, no fou creada per Socini, que només dictaminà sobre la seva validesa, al seu criteri, i en consta la seva existència, i la controvèrsia al seu voltant, des de feia segles. Els seus antecedents s'atribueixen a juristes del dret romà clàssic Papinià, entre d'altres.
També se la coneix com a clàusula angèlica, ja que el jurista Angelo degli Ubaldi en defensà la seva eficàcia; i com a cautela gualdense o durantis, en haver estat formulada l'any 1540, en termes similars al de la referida per Socini, per part de Jo Guillielmus Durantes (‘‘El Gualdense’’).

## Finalitat
La referida fórmula (cautela sociniana) fou concebuda com una solució per a mitigar el principi del dret romà segons el qual el testador no pot gravar les llegítimes. Aquest principi, anomenat d'intangibilitat de la llegítima, és present en molts ordenaments jurídics actuals, com el català.

## La cautela sociniana en el dret català
En el Codi civil català s'ha optat per generalitzar la referida cautela, que ha quedat establerta legalment en l'article 451-9, que estableix:
"Article 451-9
Intangibilitat de la llegítima
1. El causant no pot imposar sobre les atribucions fetes en concepte de llegítima o imputables a aquesta condicions, terminis o modes. Tampoc no pot gravar-les amb usdefruits o altres càrregues, ni subjectar-les a fideïcomís. Si ho fa, aquestes limitacions es consideren no formulades.
2. Com a excepció al que estableix l'apartat 1, si la disposició sotmesa a alguna de les limitacions a què fa referència el dit apartat té un valor superior al que correspon al legitimari per raó de llegítima, aquest ha d'optar entre acceptar-la en els termes en què li és atribuïda o reclamar només el que per llegítima li correspongui.
3. Si el legitimari accepta l'herència o el llegat sotmesos a alguna limitació, s'entén que renuncia a l'exercici de l'opció que estableix l'apartat 2."